# 4 padri single
4 padri single è un film per la televisione del 2009 diretto da Paolo Monico. Girato quasi interamente negli Stati Uniti, tra New York e Boston, e a Roma. È stato trasmesso in Italia su Canale 5.

## Trama
Quattro padri quarantenni, professionisti in carriera e tutti italoamericani, vivono nello stesso quartiere di New York.
Jacopo, stimato dentista italiano, è divorziato dall'americana Ilana ed è padre di una bambina. La fine del suo matrimonio è attribuibile alle varie relazioni extraconiugali da lui intrattenute con clienti, segretarie e amiche varie. L'incontro con Suzanne, simpatica assistente sociale, sconvolge le sue abitudini libertine e gli fa cambiare totalmente stile di vita.
Ennio, noto agente immobiliare, sembra avere una vita perfetta: è economicamente abbiente, vive in un appartamento di lusso, ha una bella moglie e un figlio che lo adora. La sua quotidianità si infrange quando una sera la moglie Sarah gli chiede inspiegabilmente il divorzio, sostenendo di essere annoiata e di non provare più nulla per lui.
Dom è un architetto romano trapiantato a New York, è separato dalla moglie Julia e cerca da tempo un riavvicinamento alla donna, che però si è rifatta una vita con l'aitante Lance, ottimo cuoco, compagno e padre. I figli di Dom lo paragonano continuamente a Lance e ogni volta lui ne esce con le ossa rotte. La vita dell'uomo è inoltre sconvolta da un improvviso aggravamento delle condizioni di salute di sua madre, che lo costringe a precipitarsi al suo capezzale in Italia.
George, poliziotto pantofolaio e indolente, vive da anni un rapporto sterile con sua moglie Maria, la quale gli rinfaccia in continuazione tutti i suoi difetti. Il suo compagno di pattuglia Ron, preoccupato per il malessere vissuto dall'amico, convince la collega lesbica Gloria a fingersi interessata a lui per poter aumentare la sua autostima. George, dopo un litigio con la moglie e lusingato dal corteggiamento di Gloria, lascia Maria, salvo poi tornare sui suoi passi dopo essersi accorto dell'errore.
Questi quattro uomini, conosciutisi allo spettacolo organizzato dalla scuola privata che frequentano tutti i loro figli, dopo un iniziale scontro diventano amici e si coalizzano per aiutarsi l'un l'altro. Il fronte comune porterà esiti inaspettati.